# 碧瑤灣
碧瑤灣（英語：Baguio Villa），是香港南區薄扶林的一所私人屋苑，位於香港島西南鋼綫灣臨海山腰，中央有域多利道貫穿，由新世界發展有限公司發展，潘肇棠則師樓設計，國際物業管理有限公司管理，1975-1979年入伙。該屋苑在當年開售時，以「環境恬靜，遠離繁囂，無敵海景，間隔四正，交通方便」為宣傳特點，是香港傳統豪宅屋苑之一。
碧瑤灣共21幢住宅，共33座、1535個單位，單位面積由1020至2680平方呎，清一色提供2-4房大單位。整個屋苑由域多利道劃分成上、下碧瑤，其中上碧瑤的19-26座及下碧瑤的16-18座以一幢樓宇為座號單位，而其他樓宇則以一個住宅單位為座號單位（例如41及42座，實際上是同一幢大廈）。

## 設施

### 上碧瑤灣
設有網球場、游泳池、兒童遊樂場、緩跑徑，以及一個多層訪客停車場（共440個停車位）。

### 下碧瑤灣
設有一間百佳超級市場旗下品牌 - Fusion by PARKnSHOP（域多利道550號）及數間地產公司（美聯物業及中原地產代理有限公司）。另與上碧瑤灣一樣，設有網球場、游泳池、兒童遊樂場、休憩公園，以及一個訪客停車場（共40個停車位）。

## 前公務員宿舍
下碧瑤41-44座兩幢大廈於1973年8月，由政府向新世界發展以4,310萬元購入，曾用作公務員宿舍。其後，政府自1998年起拆售該批前宿舍，但至今仍有零散單位未售。
此外，政府亦曾於1977-82年間，額外向新世界發展租用下碧瑤47-48座整幢大廈，用作臨時高級公務員宿舍。

## 住客被山泥傾瀉活埋死亡
1992年5月8日，受低壓槽影響，香港出現暴雨，最高每小時雨量為109.9毫米，當中近第44座的斜坡發生山泥傾瀉，山泥更湧入其中一幢住宅大廈，一名在地面層住宅單位的廚房的7歲男童，以及一名在現場視察的38歲政府工程師被活埋死亡。

## 著名住客
碧瑤灣有不少高官名人聚居，數任前警務處處長李君夏（已故）、許淇安（已故）、曾蔭培、李明逵、前康樂及文化署署長梁世華（已故）、前法官阮雲道（已故）、藝人甄子丹、方力申、李麗珍、梁洛施、馬海倫、民主黨前主席楊森等，均曾居住或仍是屋苑的住客。

## 外部連結
- 港島南區碧瑤灣的地圖 （页面存档备份，存于）
- 碧瑤灣物業資料
- . urban.   [2019-08-03]. （原始内容存档于2002-10-08） （中文）.

1. ↑  . 新世界發展有限公司. 1973-10-23: 26.
2. ↑  . 香港工商日報. 1977-10-17.
3. ↑  . 巴士的報. 2020-12-27  [2023-10-06].